# Roque Nublo
Il Roque Nublo (in italiano Rocca Nuvolosa) è uno dei monumenti naturali più significativi dell'isola di Gran Canaria. Si trova al centro geografico dell'isola in una zona molto brulla all'interno del comune di Tejeda.
La rocca, di origine vulcanica, si innalza per 80 m sulla sua base e per 1803 m sul livello del mare e anticamente venne utilizzato come luogo di culto dagli aborigeni canari.
Il Roque Nublo è la terza altitudine dell'isola di Gran Canaria, dopo il Morro de la Agujereada con 1.956 metri, e il Pico de las Nieves con 1.949 metri.